# Treindienstleider
Een treindienstleider (trdl), treinverkeersleider of procesleider rijwegen is een medewerker die verantwoordelijk is voor het veilige verloop van het treinverkeer op een deel van het spoor. In België spreekt men van een verkeersleider, deze functie wordt verder onderverdeeld in traffic controller of Safety Controller.
Dit deel wordt het verantwoordelijkheidsgebied of primair procesleidingsgebied (PPLG) van een treindienstleider genoemd. Seinhuiswachter is een oude benaming voor deze functie, uit de tijd van de klassieke beveiliging.

## Taak
Het regelen van het treinverkeer doet de treindienstleider hoofdzakelijk door seinen en wissels te bedienen en daarmee zogenaamde rijwegen voor trein- of rangeerbewegingen in te stellen. Een rijweg is een stuk spoorinfrastructuur dat voor de trein uit voor die trein wordt gereserveerd. Het spoorwegemplacement is te zien op beeldschermen. Daarop is ook te zien waar de treinen zich bevinden en in welke stand wissels liggen.
Het veilig regelen van de geplande en ongeplande werkzaamheden aan het spoor is ook een taak van de treindienstleider. Bij onregelmatigheden in het treinverkeer stuurt de treindienstleider bij, bijvoorbeeld door het wijzigen van de volgorde van treinen, treinen op andere sporen van het station te laten binnenkomen en vertrekken, en door treinen uit te laten vallen. Hij kan het treinverkeer ook stilleggen, zoals bij aanrijdingen en storingen van wissels of seinen.

## Automatische rijweginstelling
Bij zijn werk wordt de treindienstleider door computersystemen ondersteund. Hij heeft het meeste te maken met de automatische rijweginstelling (ARI), een systeem dat wissels en seinen automatisch in de juiste stand zet. Het systeem doet dit op basis van een dienstregeling. ARI is een deelsysteem van het systeem vervoer per trein. Wanneer achtereenvolgende wissels voor een naderende trein in de goede stand liggen spreekt men van een rijweg. Als het systeem ARI aanwezig is hoeven rijwegen niet meer door de treindienstleider te worden ingevoerd: de rijweg wordt automatisch ingesteld aan de hand van het vooraf ingevoerde procesplan. Het procesplan bevat planregels. Iedere planregel bevat een treinnummer, een van-spoor, een naar-spoor, een plantijd, een insteltijd en nog wat andere informatie. De treindienstleider hoeft alleen in te grijpen bij vertragingen en andere verstoringen. Een planregel kan een samengestelde rijweg bevatten, dat is een rijweg die meer dan een sein bestrijkt. De nieuwste ARI-versies kunnen delen van zo'n planregel instellen, waardoor een trein telkens een klein stuk verder mag voordat hij de vrije baan op of volledig langs het perron mag komen. Men spreekt dan van een gefaseerd ingestelde samengestelde rijweg. Hierdoor kunnen treinen elkaar sneller opvolgen. Een planregel kan echter ook bepalen dat een rijweg alleen integraal mag worden ingesteld.

## Communicatie met treinbestuurder
De communicatie tussen machinisten of treinbestuurders en treindienstleiders verloopt via GSM-R. Voorheen was communicatie in Nederland ook mogelijk via Telerail. Deze apparatuur is in maart 2007 definitief uitgeschakeld. De treindienstleider is ook aanspreekpunt voor storingen aan de infrastructuur. Deze geeft hij in Nederland weer door aan de Meldkamer Spoor (MKS).

## Seinhuis

### Nederland
Treindienstleiders bedienen het Nederlandse spoorwegnet grotendeels vanuit twaalf seinhuizen of posten die staan in Alkmaar, Amsterdam, Arnhem, Den Haag, Eindhoven, Groningen, Maastricht, Roosendaal, Rotterdam, Utrecht en Zwolle, en op het rangeerterrein Kijfhoek, voorheen 'Rotterdam Goederen'.

### België
Voor de oprichting van Infrabel in 2005 telde België 368 seinhuizen. Deze werden stapsgewijs samengevoegd. Eind 2022 waren er nog tien seinhuizen over, gelegen in Antwerpen-Haven, Antwerpen-Berchem, Bergen, Brugge, Brussel, Charleroi, Gent-Sint-Pieters, Hasselt, Luik en Namen. In elk seinhuis werken ongeveer 100 tot 150 medewerkers.

## Verwijzingen
1. ↑  Treindienstleider. Inspectie Leefomgeving en Transport, Ministerie van Verkeer en Waterstaat. Geraadpleegd op 25 oktober 2018. “De treindienstleider zorgt voor veilige rijwegen, treft veiligheidsmaatregelen en is in dienst van de Infrabeheerder.”
2. ↑  ProRail Profiel: Treinverkeersleider. Prorail (5 februari 2016). Geraadpleegd op 25 oktober 2018. “Treinverkeersleiders zorgen ervoor dat de seinen en wissels in de juiste stand staan en dat treinen op tijd kunnen vertrekken en aankomen op stations.”
3. ↑  Traffic Controller Functiedetails   Infrabel - HR Rail (30 mei 2025). Gearchiveerd op 30 mei 2025.
4. ↑  Safety Controller Functiedetails   Infrabel - HR Rail (30 mei 2025). Gearchiveerd op 30 mei 2025.
5. ↑  Vanheerentals, Matthias, Na investering van bijna 1 miljard regelen 10 seinhuizen voortaan het treinverkeer - RailTech.be. RailTech.be - Vakblad voor railbedrijven (26 januari 2023). Geraadpleegd op 30 mei 2025.